# Symphonies d'instruments à vent

Symphonies d'instruments à vent est une œuvre pour orchestre d'harmonie composé en 1920 par Igor Stravinsky elle est sous titrée (A la mémoire de Claude Achille Debussy) en hommage au compositeur français disparu en 1918. Par son écriture novatrice, c'est une des œuvres les plus complexes du compositeur. La création a été faite le 10 juin 1921, au Queen's Hall de Londres sous la direction de Serge Koussevitzky.

## Composition
Affecté par la mort de Debussy, Stravinsky pense à une composition chorale de forme incantatoire proche des chants religieux. Même s'il s'agit d'un hommage au compositeur français, Stravinsky utilise son langage musical propre, et ne s'inspire ni emprunte à la musique de Debussy. Le titre Symphonies est écrit volontairement au pluriel pour le différencier de la forme musicale Symphonie écrite au singulier, il s'agit ici de la définition étymologique du terme signifiant que les instruments jouent ensemble. En 1947 Stravinsky fait une révision de l'œuvre. Stravinsky entreprend la composition à Carantec (Finistère) à l'été 1920 où il rejoint avec sa famille étendue Cipa et Ida Godebski en villégiature avec Alexandre Benois et son épouse. Il y compose en premier lieu le choral final, le reste de l'œuvre étant achevé à Garches où les Stravinsky résident à la villa Bel Respiro de Coco Chanel jusqu'en mars 1921 avant de s'installer à Anglet près de Biarritz.

## Effectif instrumental
Trois flûtes et flute alto, deux hautbois, trois bassons et contrebasson, clarinette et clarinette alto, cor anglais, quatre cors, trois trompettes, trois trombones, tuba.